# Ошлинские
 Ошлинские  — деревня в Яранском районе Кировской области в составе Шкаланского сельского поселения.

## География
Расположена на расстоянии примерно 26 км по прямой на юг от города Яранск.

## История
Известна с 1873 года как починок Бабинской, где дворов 14 и жителей 120, в 1905 (Ошлинский или Бабинский) 44 и 292, в 1926 56 и 294, в 1950 (Ошлинские) 46 и 180, в 1989 8 жителей .

## Население
Постоянное население составляло 3 человека (русские 100%) в 2002 году, 1 в 2010.